# Bridget Parker (jinete)
Bridget Parker (5 de enero de 1939) es una jinete británica que compitió en la modalidad de concurso completo.
Participó en los Juegos Olímpicos de Múnich 1972, obteniendo una medalla de oro en la prueba por equipos. Ganó una medalla de plata en el Campeonato Mundial de Concurso Completo de 1974.

## Palmarés internacional
| Juegos Olímpicos   | Juegos Olímpicos       | Juegos Olímpicos | Juegos Olímpicos |
| Año                | Lugar                  | Medalla          | Categoría        |
| ------------------ | ---------------------- | ---------------- | ---------------- |
| 1972               | Múnich (RFA)           | Medalla de oro   | Por equipos      |
| Campeonato Mundial |                        |                  |                  |
| Año                | Lugar                  | Medalla          | Categoría        |
| 1974               | Burghley (Reino Unido) | Medalla de plata | Por equipos      |